# هيداكي كاميا
هيداكي كاميا ولد في 19 ديسمبر عام 1970 م . هو مصمم ألعاب فيديو ياباني عمل سابقاً لدى شركة كابكوم وكلوفر ستوديو. وهو يعمل حالياً في استوديو بلاتينيوم جيمز  مع أعضاء كلوفر ستوديو السابقين. من أشهر ألعابه ديفل ماي كراي.

## الأعمال
| اللعبة                                               | السنة   | الناشر     | الدور                         |
| ---------------------------------------------------- | ------- | ---------- | ----------------------------- |
| سكيل باوند                                           | لم يعلن | مايكروسوفت | مخرج                          |
| بايونيتا 2                                           | 2014    | نينتندو    | مشرف                          |
| ذا وندرفول 101                                       | 2012    | نينتندو    | مخرج                          |
| بايونيتا                                             | 2009    | سيجا       | القصة، مخرج                   |
| أوكامي                                               | 2006    | كابكوم     | مخرج                          |
| فيوتيفول جو: دبل تربل!                               | 2005    | كابكوم     | القصة                         |
| فيوتيفول جو 2                                        | 2004    | كابكوم     | القصة                         |
| Phoenix Wright: Ace Attorney Trials and Tribulations | 2004    | كابكوم     | ممثل صوتي في النسحة اليابانية |
| فيوتيفول جو                                          | 2003    | كابكوم     | مخرج                          |
| ريزدنت إيفل زيرو                                     | 2002    | كابكوم     | تصميم اللعبة الأصلي           |
| ديفل ماي كراي (لعبة فيديو)                           | 2001    | كابكوم     | مخرج                          |
| ريزدنت إيفل 2                                        | 1998    | كابكوم     | مخرج                          |
| ريزدنت إيفل                                          | 1996    | كابكوم     | مخطط النظام                   |
| Arthur to Astaroth no Nazo Makaimura                 | 1996    | كابكوم     | مخطط                          |

## روابط خارجية
- هيداكي كاميا على موقع IMDb (الإنجليزية)
- هيداكي كاميا على موقع ديسكوغز (الإنجليزية)
- هيداكي كاميا على موقع قاعدة بيانات الفيلم (الإنجليزية)